# グスタヴォ・エンヒキ・ダ・シウヴァ・ソウザ
グスタヴォ・エンヒキ・ダ・シウヴァ・ソウザ（ポルトガル語: Gustavo Henrique da Silva Sousa、1994年3月20日 - ）は、ブラジルの出身のプロサッカー選手。中国サッカー・超級リーグ・上海海港所属。ポジションはFW。
Kリーグ時代の登録名はグスタヴォ（ハングル: 구스타보）。

## 経歴
2013年にCAタボン・ダ・セーハの下部組織に加入。2014年1月29日、同年のコパ・サンパウロ・ジ・フチボウ・ジュニオールで得点王タイとなると、クリシューマECに移籍した。2月16日のカンピオナート・カタリネンセでヒカルジーニョと交代で途中出場し選手初出場を記録した。8月9日にはカンピオナート・ブラジレイロ・セリエAでも初出場を記録した。しかし定位置を確保するには至らず、2015年3月4日には3ヶ月のレゼンデFCへの期限付き移籍が決まった。8月13日にはポルトガル・プリメイラ・リーガのCDナシオナルに期限付き移籍となった。2016年2月に復帰すると半年でカンピオナート・カタリネンセで6得点、カンピオナート・ブラジレイロ・セリエBでは11得点を記録した。
2016年8月23日にSCコリンチャンス・パウリスタがクリシューマの保有していた所有権の半分、全体の35%を取得し移籍。9月3日の試合でクリスティアン・バローニに代わって投入され移籍後初出場を記録した。2017年にECバイーアに期限付き移籍して以降はゴイアスEC、フォルタレーザECに期限付き移籍をしたが、フォルタレーザで45試合30得点と活躍しコリンチャンスに復帰した。2020年にSCインテルナシオナルに期限付き移籍するも、新型コロナウイルス感染症の流行に伴ってリーグがすぐに中断した。
2020年7月にKリーグの全北現代モータースに完全移籍。
2024年2月12日、上海海港足球倶楽部に移籍。